# Mühlenbek (Flensburg)

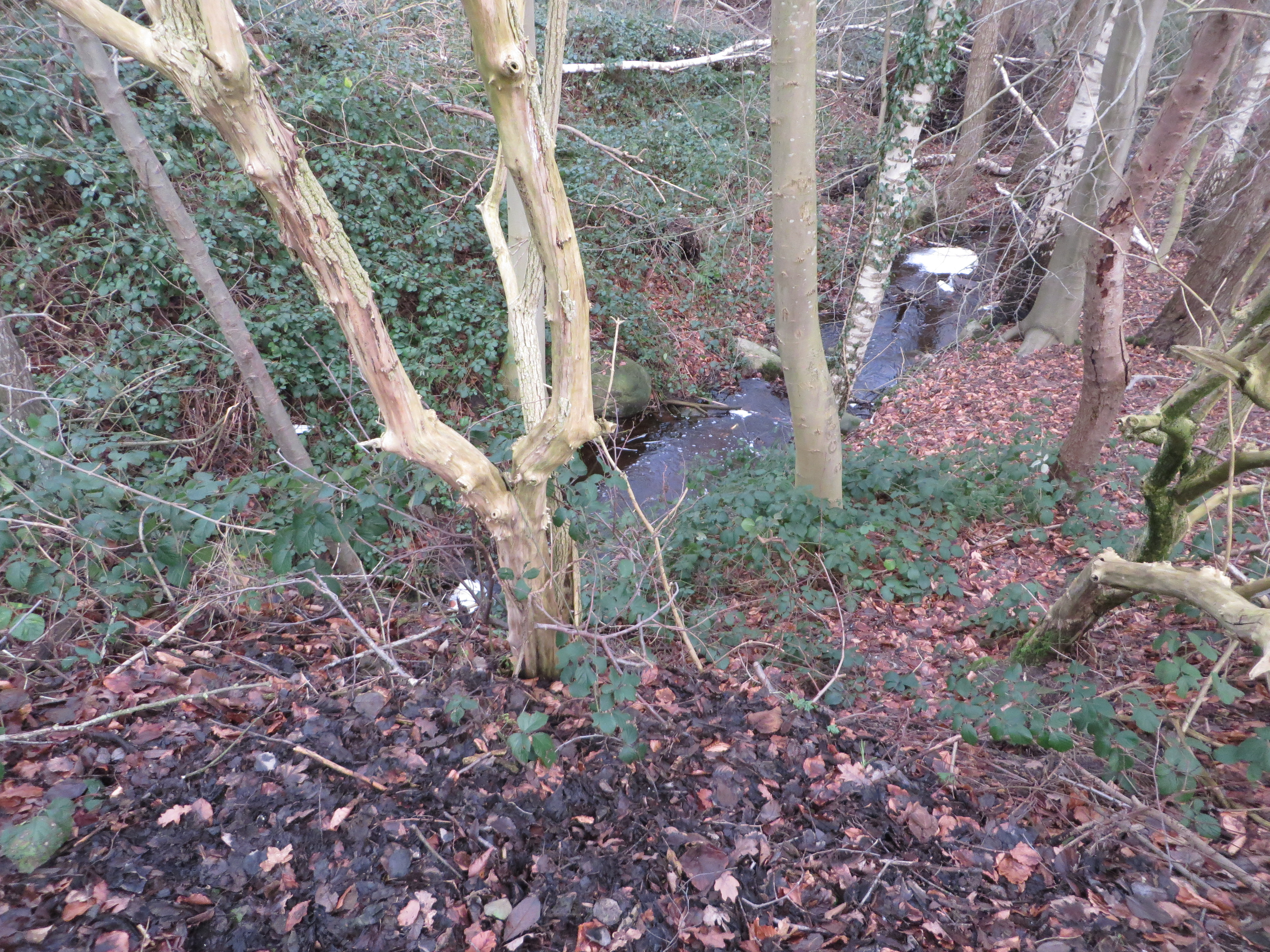
Mühlenbek, nahe der Waldsiedlung Tremmerup

Mühlenbek (seltener auch: Friesbek; dänisch: Frisbæk) ist ein Bach im Osten der Stadt Flensburg, am dortigen Rand des Stadtteils Mürwik sowie beim Glücksburger Ortsteil Meierwik. Die Mühlenbek ist nicht mit dem Mühlenstrom in der Flensburger Innenstadt zu verwechseln.

## Hintergrund
Die über zwei Kilometer lange Mühlenbek entspringt im Naturschutzgebiet Twedter Feld. Die Mühlenbek besteht dort zunächst aus einem kurzen westlichen Arm und einem längeren, stärker bewässerten östlichen Arm. Der Ursprung des östlichen Armes besteht aus mehreren Entwässerungsgraben, die eine Ackerfläche des Twedter Feldes (westlich von Blocksberg) entwässern. Der westliche Arm entspringt in einem westlichen Gründlandbereich inmitten des Waldes (300 Meter östlich der Straße Kiefernweg). Der westliche Arm fließt zunächst in nördliche Richtung, der östliche Arm in nordwestliche Richtung. Beide Arme treffen unweit des Aussichtspunktes Schiessstandwall zusammen. Vom erwähnten Schießstandwall aus dem Kaiserreich ist im Übrigen das Kerbtal der Mühlenbek gut betrachtbar. Nach der Vereinigung des östlichen und westlichen Armes fließt die Mühlenbek in nordöstlicher Richtung weiter, wobei sie die Zufahrtsstraße der Waldsiedlung Tremmerup vom Bach unterquert wird. Von der Waldsiedlung Tremmerup fließt der Bach noch weitere 500 Meter nordwärts durch den Tremmeruper Wald. Am Waldrand bei Meierwik mündet der Bach Weesbek in der Mühlenbek. Nach weiteren hundert Meter fließt die Mühlenbek in einen Mühlenteich, Bis ins 20. Jahrhundert stand unweit des Teiches eine zugehörige Wassermühle, an die heute noch die dortige Straße Zur Alten Wassermühle erinnert. Nach dieser Wassermühle wurde der Bach also offensichtlich benannt. Bei Meierwik unterquert die Mühlenbek schließlich noch die dortige Uferstraße und mündet in der Bucht von Meierwik letztlich in der Flensburger Förde.